# Colonização de Europa
Europa, a quarta maior lua de Júpiter, é motivo de discussão tanto na ficção científica e especulação científica para a uma futura colonização humana. As características geofísicas de Europa, incluindo um possível oceano de água subglacial, tornam possível a sustentação de vida sobre ou abaixo da superfície.

## Viabilidade
Europa, como um alvo para a colonização humana tem várias vantagens em relação a outros corpos do Sistema Solar exterior, mas também há problemas.

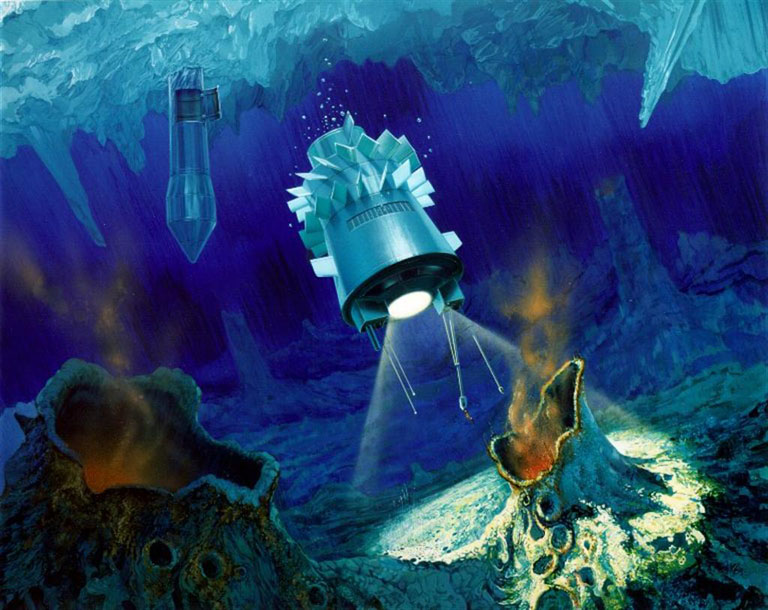
Representação artística de um cryobot dentro do possível oceano de Europa.

### Possíveis vantagens

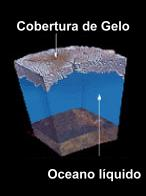
O suposto oceano de Europa por debaixo da camada de gelo

É possível que exista um oceano de água líquida por baixo do seu exterior gelado. O acesso a este oceano de água líquida é de grande dificuldade, mas a abundância de água em Europa é um benefício para quaisquer considerações para a colonização. A água pode não só atender as demanda diárias dos colonos como pode também ser utilizada na obtenção de oxigênio respirável. Acredita-se que o oxigênio possa ser acumulado a partir de radiólise do gelo sobre a superfície que tenham sido ajustados na subsuperfície do oceano, e que possibilitem a existência de vida marinha consumidora de oxigênio.

### Possíveis problemas
A colonização de Europa apresenta inúmeras dificuldades. Uma delas é o alto nível de radiação do cinturão de  Júpiter, que é cerca de 10 vezes mais forte que o cinturão de radiação de Van Allen da Terra. Europa recebe também, cerca de 540 rems de radiação por dia (500 rems já é considerado fatal). Um ser humano não sobreviveria perto da superfície da Europa durante muito tempo sem uma proteção significativa contra a radiação. Colonos habitantes de Europa teriam de descer abaixo da superfície, onde Europa é menos afetada pelas doses de radiação, e permanecer em habitats na subsuperfície. Isso permitiria que colonos usassem a camada de gelo de Europa para se proteger da radiação.
Outro problema é que a temperatura da superfície do Europa normalmente mantém-se em -170 ° C (103 K) à (-275 ° F). No entanto, a crença de que exista água líquida abaixo da cobertura gelada de Europa, juntamente com a probabilidade de que colonos iriam gastar muito de seu tempo no âmbito de proteger-se em camadas de gelo - a fim de proteger-se da radiação - poderiam, portanto, acabar com os problemas associados com as baixas temperaturas superficiais .
A baixa gravidade da Europa também poderia apresentar-se como um obstáculo para os esforços de colonização. Os efeitos de baixa gravidade sobre a saúde humana são ainda um campo ativo de estudo e podem induzir à sintomas como: perda de densidade óssea, perda de densidade muscular, e enfraquecimento do sistema imunológico entre outros. Para tanto, os colonos deveriam manter-se em ambientes de microgravidade por até um ano e por mais de uma vez. Contramedidas eficazes para os efeitos negativos da baixa gravidade estão bem estabelecidos em, especialmente, um  grande regime de exercícios físicos diários.
Também é especulado que organismos extraterrestres possam existir em Europa, possivelmente na água abaixo da camada de gelo da lua. Se isso se confirmar,  colonos humanos poderiam entrar em conflito com os micróbios nocivos ou formas de vida nativas agressoras. Estudos mais recentes têm indicado também, que a ação da radiação solar sobre a superfície de Europa pode produzir oxigênio, que pode ser puxado para baixo para a subsuperfície do oceano por ressurgência do interior. Se confirmada a veracidade do processo, o oceano subsuperficial de Europa pode ter um teor de oxigênio igual ou maior do que a da Terra, possivelmente proporcionar uma forma de vida complexa.

## O projeto de colonização (Project Artemis)
Em 1997,surgiu um projeto denominado "Project Artemis" para colonização de Europa De acordo com este plano, os exploradores iriam primeiro estabelecer uma pequena base na superfície e de lá desceriam até a camada de gelo de Europa, entrando na subsuperfície do oceano postulada. Os colonos então criariam (ou eventualmente encontrariam) uma pequena entrada entre a superfície gelada e o interior líquido onde ali estabeleceriam uma base. Esta localização estaria protegida contra a radiação pela sobrecarga de gelo e teria uma temperatura mais adequada que a da superfície, tal  como indicado pela presença de água em estado líquido.

## Colonização na Ficção
- Europa desempenha um papel nos livros e filmes de Arthur C. Clarke.No livro 2010: Odyssey Two e em suas sequências, onde extraterrestres super-avançados que auxiliam no desenvolvimento da vida, tem interesse nas formas de vida primitivas por baixo do gelo de Europa e transformam a lua de Júpiter em um pontapé para uma nova evolução de vida e proibir os seres humanos de desembarcar ou colonizar Europa. Em 2061: Odyssey Three, Europa tornou-se um mundo tropical com oceanos.
- No romance "Schismatrix" de Bruce Sterling, Europa é habitada por humanos geneticamente modificados.
- A curta historia "A Spy in Europa" de Alastair Reynolds,descreve uma sociedade humana avançada chamada Demarchists, que são baseados em colônias de Europa que ficam principalmente por baixo da cobertura  de gelo na superfície do oceano. Uma raça de seres humanos geneticamente alterados e adaptados a viver na subsuperfície do oceano também é criada,alguns dos quais mais tarde aparecer em "Grafenwalder's Bestiary", uma outra curta história de Reynolds.
- Europa é um dos vários satélites que estão sendo colonizados na animação japonesa Cowboy Bebop, junto com Ganimedes, Calisto, e Titã.
- O filme de ficção Europa Report mostra uma expedição tripulada com o objetivo de encontrar sinais de vida na lua.